# Iryna Herachtchenko
Cet article concerne la femme politique. Pour l'athlète, voir Iryna Gerashchenko.
Iryna Volodymyrivna Herachtchenko (en ukrainien : Ірина Володимирівна Геращенко), née le 15 mai 1971 à Tcherkassy (Ukraine, URSS), est une femme politique ukrainienne. Députée depuis 2007, elle est vice-présidente de la Rada de 2016 à 2019.

## Biographie
Dans le cadre de la guerre du Donbass, elle participe à la conférence de Minsk.

## Vie privée
Mariée, elle est mère de deux filles et d'un garçon.

## Sources
- (en) Cet article est partiellement ou en totalité issu de l’article de Wikipédia en anglais intitulé « Iryna Herashchenko » (voir la liste des auteurs).